# A. H. Armstrong
Arthur Hilary Armstrong (13 août 1909 - 16 octobre 1997) est un éducateur et auteur britannique. Armstrong est reconnu comme l'une des principales autorités sur les enseignements philosophiques de Plotin (vers 205-270). Sa traduction en plusieurs volumes des enseignements du philosophe est considérée comme un outil essentiel des études classiques.

## Biographie
Arthur Armstrong est né à Hove, en Angleterre. Il est le fils de WA (ecclésiastique) et E. Cripps Armstrong. Il épouse Deborah Wilson en 1933. Ils ont deux fils et trois filles. Il obtient un BA du Jesus College de Cambridge en 1932 et une maîtrise en 1935. Il est nommé membre de la British Academy en 1970 et membre de l'American Catholic Philosophical Association.

## Milieu universitaire
Armstrong commence sa carrière d'enseignant en 1936 à l'Université de Swansea au Pays de Galles. Il reste à l'université jusqu'en 1939. Il commence à enseigner à l'Université royale de Malte à La Valette en tant que professeur de lettres classiques. En 1943, il devient maître de sixième classique au Beaumont College, Old Windsor, Berkshire, Angleterre. Trois ans plus tard, en 1946, il s'installe à l'Université de Cardiff pour occuper le poste de maître de conférences en latin. De 1950 à 1972, il est professeur Gladstone de grec à l'Université de Liverpool, et est nommé professeur émérite à sa retraite en 1972.
De 1970 à 1971, Armstrong est chercheur principal Killam à l'Université Dalhousie à Halifax, Nouvelle-Écosse, Canada. Il occupe un poste de professeur invité de lettres classiques et de philosophie à l'université à partir de 1972. Il est également nommé professeur invité au Manhattanville College en 1966. Il est l'un des rédacteurs fondateurs de Dionysius, avec James Doull (en) et Robert Crouse.
Selon A. A. Long (en), "Armstrong a changé le sujet de la philosophie antique en consacrant une grande partie de sa longue vie à promouvoir l'étude du philosophe néoplatonicien Plotin".
En 1973, il reçoit la médaille d'Aquin de l'American Catholic Philosophical Association.

## Travaux
- The Architecture of the Intelligible Universe in the Philosophy of Plotinus: An Analytical and Historical Study, Cambridge University Press, 1940.
- Plotinus, (comme traducteur) Allen & Unwin, 1953, Collier, 1962. En 2012, réédité sous forme électronique.
- An Introduction to Ancient Philosophy, Methuen, 1947, 4e édition, Methuen, 1966.
- Christian Faith and Greek Philosophy, (avec RA Markus) Darton, Longman & Todd, 1960, Sheed, 1964.
- Re-discovering Eastern Christendom: Essays in Commemoration of Dom Bede Winslow (éditeur avec EJB Fry), Darton, Longman & Todd, 1963.
- Plotinus, seven volumes, (comme traducteur), Harvard University Press, 1966-1988.
- St. Augustine and Christian Platonism, Villanova University Press, 1967.
- The Cambridge History of Later Greek and Early Medieval Philosophy, (comme éditeur), Cambridge University Press, 1967.
- The Church of England, the Methodists and Society : 1700 to 1850, Rowman & Littlefield, 1973.
- Greek philosophy and Christianity, dans The Legacy of Greece, a New assessment (Moses I Finley Editor), Clarendon Press, Oxford, 1981.